# Ralph Payne-Gallwey
Sir Ralph William Frankland Payne-Gallwey, 3r Baronet (1848–1916) fou un enginyer acomplert, historiador, expert en balística, i artista anglès; fill de Sir William Payne-Gallwey, 2n Baronet, MP.
Va escriure llibres sobre història militar i esportiva, teoria, i pràctica. Entre els més importants hi ha The Book of the Crossbow: With an Additional Section on Catapults and Other Siege Engines, que fou tornat a publicar el 2007 per Skyhorse Publishing.